# Short Singapore
Шорт Сінгапур (англ. Short Singapore) — британський літаючий човен-біплан міжвоєнного періоду, який використовувався як морський розвідувальний літак Королівськими повітряними силами. Останній літаючий човен-біплан виробництва компанії Short Brothers, оснащувався чотирма двигунами, які приводили в рух два штовхаючі і два тягучі гвинти.

## Історія

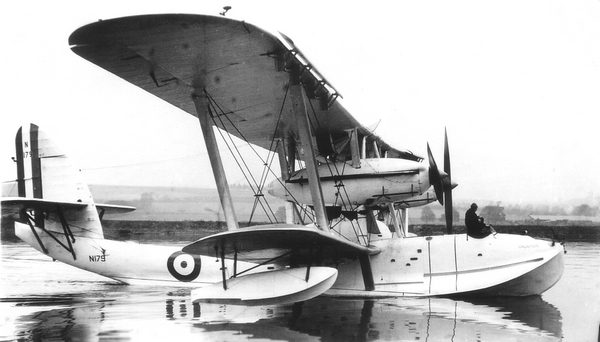
Перший прототип моделі Mk.I з двигуном Rolls-Royce Buzzard

Розробка «Сінгапура» почалася ще в 1926 році з першої моделі Mk.I, а в 1930 році дизайн доопрацювали до Mk.II, проте жодна з цих моделей не пішла в виробництво. Новий поштовх літаку надала специфікація міністерства авіації R.3/33 на новий морський розвідник. Відповідно до цієї специфікації було виготовлено 4 передсерійні модифікації Mk.III. Перший літак здійнявся в повітря в червні 1934 року, того ж року повелися флотські випробування. Результати випробувань були успішними і флот видав замовлення на серійне виробництво за новою специфікацією R.14/34 створеною під літак.
Чотири передсерійні літаки надійшли на озброєння 230-ї ескадрильї для навчань пілотів, а з травня 1935 року на озброєння почали надходити серійні літаки. «Сінгапури» стояли на озброєнні 203-ї, 205-ї, 209-ї, 210-ї і 230-ї ескадрилей, а до початку Другої світової війни 19 літаків були в строю. Вони активно використовувались допоки не були замінені на Short Sunderland.

## Тактико-технічні характеристики

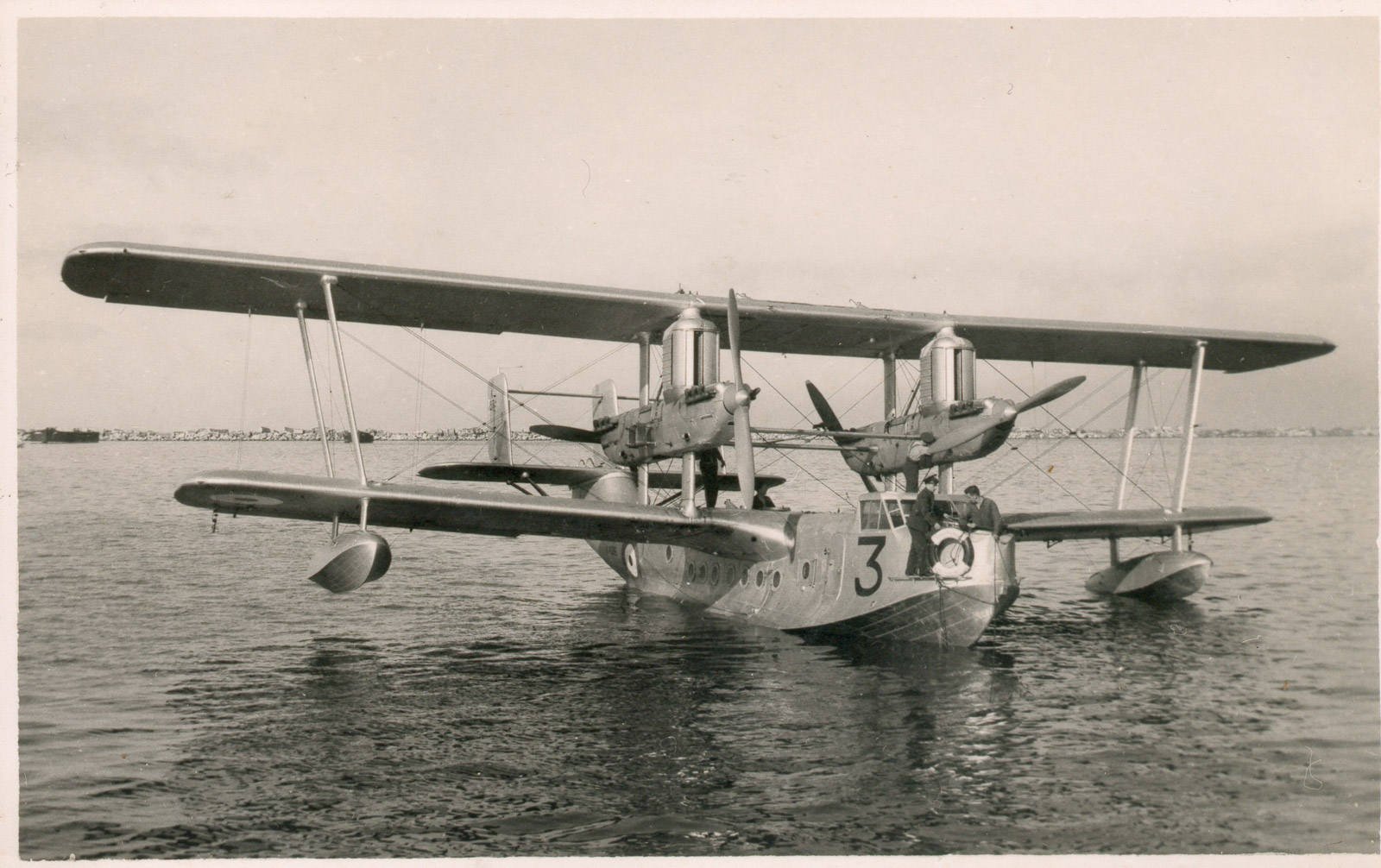
«Сінгапур Mk.III» в порту Александрії.

Дані з Consice Guide to British Aircraft of World War II

### Технічні характеристики
- Екіпаж: 6 осіб
- Довжина: 23,16 м
- Висота: 7,19 м
- Розмах крил: 27,43 м
- Площа крил: 170,38 м²
- Маса порожнього: 8355 кг
- Максимальна злітна маса: 12 474 кг
- Двигуни: 4 × Rolls-Royce Kestrel
- Потужність: 4 × 560 к. с. (418 кВт.)

### Льотні характеристики
- Максимальна швидкість: 233 км/год (на висоті 610 м.)
- Крейсерська швидкість: 169 км/год
- Практична стеля: 4570 м.
- Дальність польоту: 1609 км

### Озброєння
- Стрілецьке:
  - 1 × 7,7-мм кулемет в носі літака
  - 1 × 7,7-мм кулемет в верхній турелі
  - 1 × 7,7-мм кулемет в хвостовій турелі
- Бомбове:
  - до 907 кг бомб